# Айбике
Айбике (годы рождения и смерти неизвестны) — разведчица, бывшая на службе у Абылай-хана.
Для сбора данных намеренно сдалась в плен калмыкам, долгие годы провела в ханской орде служанкой. Передавала сведения Абылай-хану, Кабанбаю, Богенбаю о планах неприятеля. Айбике отличалась острым умом, в совершенстве владела калмыкским языком. Предотвратила многие нападения калмыцких отрядов в тот период, когда казахские роды населяли Тарбагатайский округ и побережья Иртыша. Примерно в 1757—58 вернулась на родину. Муж — известный батыр Колбайулы Буланбай (1747—1845).
В своё время прославилась на больших сборищах как палуан (борец).